# 孟庆树
孟庆树（1911年12月2日—1983年9月5日），安徽寿县人，中国共产党早期领导人，王明之妻。

## 生平
孟庆树1911年12月2日生于安徽省寿县一个傳統地主家庭。1927年，其赴莫斯科中山大学学习。1930年，任中共上海沪东区委，在妇女委员会做女工工作，同年被捕，11月22日经中共地下党营救出狱，次日随即与王明成婚。1932年，王明任中共驻共产国际代表，孟庆树随往。1937年，随王明回国，任中共长江局妇女委员会主席。此后，担任战时儿童保育会委员。1956年，王明全家乘苏联飞机赴莫斯科。1974年3月27日，王明病死莫斯科，享年70岁，死后被苏联政府安葬在莫斯科近郊新圣母公墓。王明病逝后，孟庆树编辑出版了《王明诗歌选集》以示纪念。1983年9月5日，孟庆树病逝莫斯科，享年72岁，也安葬在新圣母公墓。。

## 著作
《陈绍禹——王明传记与回忆》，孟庆树整理，莫斯科慈善基金会2011年出版。